# Frederick Crews
Frederick Campbell Crews (20 de febrero de 1933 - 21 de junio de 2024) fue un ensayista y crítico literario estadounidense. 

## Biografía
Profesor de inglés en la Universidad de California, Berkeley, Crews fue autor de numerosos libros, entre ellos The Tragedy of Manners: Moral Drama in the Later Novels of Henry James (1957), E. M. Forster: The Perils of Humanism (1962). ), y Los pecados de los padres: temas psicológicos de Hawthorne (1966), una discusión del trabajo de Nathaniel Hawthorne. Recibió atención popular por The Pooh Perplex (1963), un libro de ensayos satíricos que parodia varias escuelas de crítica literaria. Inicialmente un defensor de la crítica literaria psicoanalítica, Crews luego rechazó el psicoanálisis y se convirtió en un crítico de Sigmund Freud y sus estándares científicos y éticos. Crews fue un participante destacado en las "guerras Freud" de las décadas de 1980 y 1990, un debate sobre la reputación, la erudición y el impacto en el siglo XX de Freud, quien fundó el psicoanálisis. En 2017 publicó Freud: La creación de una ilusión.
Crews publicó una variedad de ensayos escépticos y racionalistas, incluidas reseñas de libros y comentarios para The New York Review of Books, sobre una variedad de temas, incluidos Freud y la terapia de la memoria recuperada, algunos de los cuales se publicaron en The Memory Wars (1995). También publicó manuales de éxito para escritores universitarios, como The Random House Handbook.